# ميكاه كنور
ميكاه كنور (بالإنجليزية: Micah Knorr)‏ هو لاعب كرة قدم أمريكية أمريكي، ولد في 9 يناير 1975 في أورانج في الولايات المتحدة.

## وصلات خارجية
- ميكاه كنور على موقع مرجع كرة القدم المحترفة.كوم (الإنجليزية)